# Le Miracle du père Malachias
Pour plus de détails, voir Fiche technique et Distribution.
Le Miracle du père Malachias (Das Wunder des Malachias) est un film allemand réalisé par Bernhard Wicki, sorti en 1961.

## Synopsis
À côté d'une église, dans une ville industrielle florissante, se trouve l'Eden Bar, un établissement de divertissement réquenté par des dames. De son côté, le père Malachias y voit un cloaque de péché et prie Dieu qu'il pourra emporter ce lieu de perdition. Dieu l'a entendu, puisque létablissemen avec les personnes présentent à l'intérieur, est déplacer sur une île en mer du Nord. Ce miracle apparent gagne bientôt popularité et attire l'attention. Dans les médias, diverses personnalités politiques et scientifiques tentent d'expliquer ce phénomère mais ne peuvent finalement pas nier l'inexplicabilité de ce qui s'est passé. Tout indique que Dieu a effectivement emporté le bâtiment. L'Église catholique critique cette interprétation parce qu'elle craint une perte de contrôle massive en matière de foi ou même l'embarras si tout cela s'avère être faux.
Pendant ce temps, des croyants du monde entier se rendent en pèlerinage à l'ancien emplacement du bar. Une fête foraine se construit progressivement autour du site du miracle, où de nombreux citoyens de la ville profitent de l'occasion pour gagner de l' argent, par exemple en vendant de l'eau prétendument miraculeuse. Dans le même temps, les commerçants et les publicitaires ont commencé à commercialiser le miracle comme un commando militaire. Une jeune femme qui était dans le bar le soir en question devient une star du jour au lendemain.
Le père Malachias est quant à lui impuissant face à l'engouement croissant autour du miracle et de sa personne. Des foules de journalistes se pressent sur lui avec des demandes d'interviews, son église est constamment assiégée par des croyants qui espèrent une bénédiction ou un toucher du prêtre. Ce dernier, qui a longtemps vécu dans un monastère, ne peut faire face à ces excès de la société moderne décadente et regrette bientôt d'avoir demandé le miracle à Dieu. Les investisseurs ingénieux achètent l'île sur laquelle se trouve maintenant l'Eden Bar et construisent un casino moderne pour les richesses et célébrités autour du Bâtiment. Au cours d'une fête somptueuse, le père Malachias se rend également sur l'île et demande désespérément un autre miracle sur la plage afin de mettre enfin un terme à l'activité débridée. 
En fait, Dieu déplace l'Eden Bar à son ancien emplacement.

## Fiche technique
- Titre original : Das Wunder des Malachias
- Titre français : Le Miracle du père Malachias
- Réalisation : Bernhard Wicki
- Scénario : Bernhard Wicki et Heinz Pauck d'après le roman de Bruce Marshall
- Photographie : Gerd von Bonin et Klaus von Rautenfeld
- Musique : Hans-Martin Majewski
- Pays d'origine : Allemagne de l'Ouest
- Format : Noir et blanc - 1,66:1 - Mono
- Genre : comédie
- Date de sortie : 1961

## Distribution
- Horst Bollmann : Père Malachias Berger
- Richard Münch : Dr Erwin Glass
- Christiane Nielsen : Helga Glass
- Günter Pfitzmann (en) : Rudolf Reuschel
- Brigitte Grothum : Gussy
- Karin Hübner : Nelly Moorbach
- Pinkas Braun : Christian Krüger
- Kurt Ehrhardt : Évêque Willi Reuschel
- Senta Berger : Yvonne Krüger
- Charlotte Kerr : Dr Renate Kellinghus
- Sigrid von Richthofen : Comtesse
- Ellen Umlauf
- Joachim Teege : le propriétaire du cinéma
- Walter Buschhoff : Pohl
- Hans Hinrich
- Günter Meisner : le prêcheur fou
- Vicco von Bülow : Dr Joachim Schöninger
- Willy Maertens
- Friedrich Schoenfelder (voix) (non crédité)